# Штангассингер, Ханс
Ханс Штангассингер (нем. Hans Stanggassinger, родился 5 января 1960 года) — западногерманский саночник, олимпийский чемпион 1984 года в двойке (с Францем Вембахером), двукратный бронзовый призёр чемпионатов мира.